# Bellinzona
Bellinzona er hovedbyen i den schweiziske kanton Ticino i Schweiz. Byen har 43.785 (2023) indbyggere. Byen er stærkt befæstet og har foruden bymur tre middelalderlige borge: Castelgrande, Castello di Montebello og Castello di Sasso Corbaro. Byen er kultur- og trafikknudepunkt for den italiensktalende del af Schweiz. Flere vigtige pasveje over Alperne blev kontrolleret herfra: Skt. Bernardino, Skt. Gotthard og Lucmagn. Stedet blev i år 2000 optaget på UNESCOs Verdensarvsliste.